# Бульвар 30-летия Победы (Мелитополь)
Бульвар 30-летия Победы (укр. Бульвар 30-річчя Перемоги) — бульвар в Мелитополе, на Микрорайоне. 

## Расположение
Следует от проспекта 50-летия Победы до улицы Ломоносова. Продолжением бульвара за проспект 50-летия Победы является улица Брив-ла-Гайард, а за улицей Ломоносова — улица Александра Тышлера. На бульваре расположены лаборатория Поликлиники № 2, Музыкальная школа № 2, СПТУ № 24.

## История
Бульвар был проложен при строительстве Микрорайона. В проекте планировки он назывался 2-й Поперечной улицей. 1 декабря 1966 и 6 апреля 1967 были приняты два решения о наименовании проектируемой улицы бульваром Котовского. Название было дано в честь Г. И. Котовского — красноармейского командира времён Гражданской войны. 31 марта 1975, к 30-летию победы в Великой Отечественной войне, бульвар был переименован в бульвар 30-летия Победы.

## Транспорт
По бульвару проходят автобусные маршруты № 7, 11, 14, 15, 24, 24А, 28, 29, 34.